# Ecjum
Ecjum (l. mn. ecja, łac. aecium), ecidium lub ecidiosorus – wytwór grzybni, w którym wytwarzane są zarodniki zwane ecjosporami. Występuje u grzybów z rzędu rdzowców Pucciniales. Ecjum, podobnie jak grzybnia z której powstało, jest diploidalne, a jego strzępki są dwujądrowe; jedno jądro jest (+), drugie (-)
U rdzy zbożowej (Puccinia graminis) ecja powstają na dolnej stronie liści berberysu. Powstają po zakażeniu liścia bazydiosporami, jeśli na liściu wykiełkowały bazydiospory różnoimienne (oznaczone + i –). Dochodzi do kariogamii między nimi i powstaje grzybnia diploidalna, dwujądrowa. Możliwe jest też pojawienie się ecjów nawet wtedy, gdy wykiełkowały bazydiospory jednoimienne, o tym samym znaku. Owady mogą bowiem z innych liści berberysu przynieść spermacja o znaku przeciwnym. Dochodzi wówczas do kariogamii grzybni wyrastającej z bazydiospor z grzybnią wyrastająca ze spermacjów o przeciwnym znaku.
Ecja wyrastają na dolnej stronie liścia berberysu, naprzeciwko spermogoniów (zwanych też pyknidiami), od których są dużo większe. Ecja mają koszyczkowaty kształt i początkowo są zamknięte. Na ich dnie znajdują się komórki podstawowe, które dzieląc się wytwarzają dwa rodzaje komórek potomnych: ecjospory oraz płonne komórki interkalarne. Powstają sznureczki ciasno ułożonych ecjospor przedzielonych komórkami płonnymi. W trakcie dojrzewania rozrastające się ecjum otwiera się, rozrywa skórkę liścia i przez powstały otwór wysypują się ecjospory. Dzięki temu, że drobniutkie komórki płonne między ecjosporami szybko ulegają degeneracji, łańcuszek rozpada się na pojedyncze ecjospory. Unoszone są one prądami powietrza i mogą zakażać zboża.
Ecja wytwarzane są przez tę samą grzybnię co spermogonia i przeważnie nieco od nich później. Zazwyczaj powstają na dolnej stronie liści i mają barwę kremową, żółtawą lub pomarańczową. Tworzone są pod epidermą rośliny żywicielskiej, a ich perydium zazwyczaj zbudowane jest z jednej warstwy komórek utworzonej z przekształconych ecjospor. Znajdujące się w jego wnętrzu ecjospory uwalniane są na zewnątrz w ten sposób, że po ich dojrzeniu skórka rośliny pęka, a perydium wykrusza się.
U niektórych rodzajów rdzowców (Pucciniales) występuje specyficzny rodzaj ecjów – ecja uredinialne pełniące funkcję urediniów. U niektórych rdzowców, np. u Phragmidium, ecja nie mają ściany zewnętrznej (perydium), tworząc rozproszone struktury zwane caeoma.

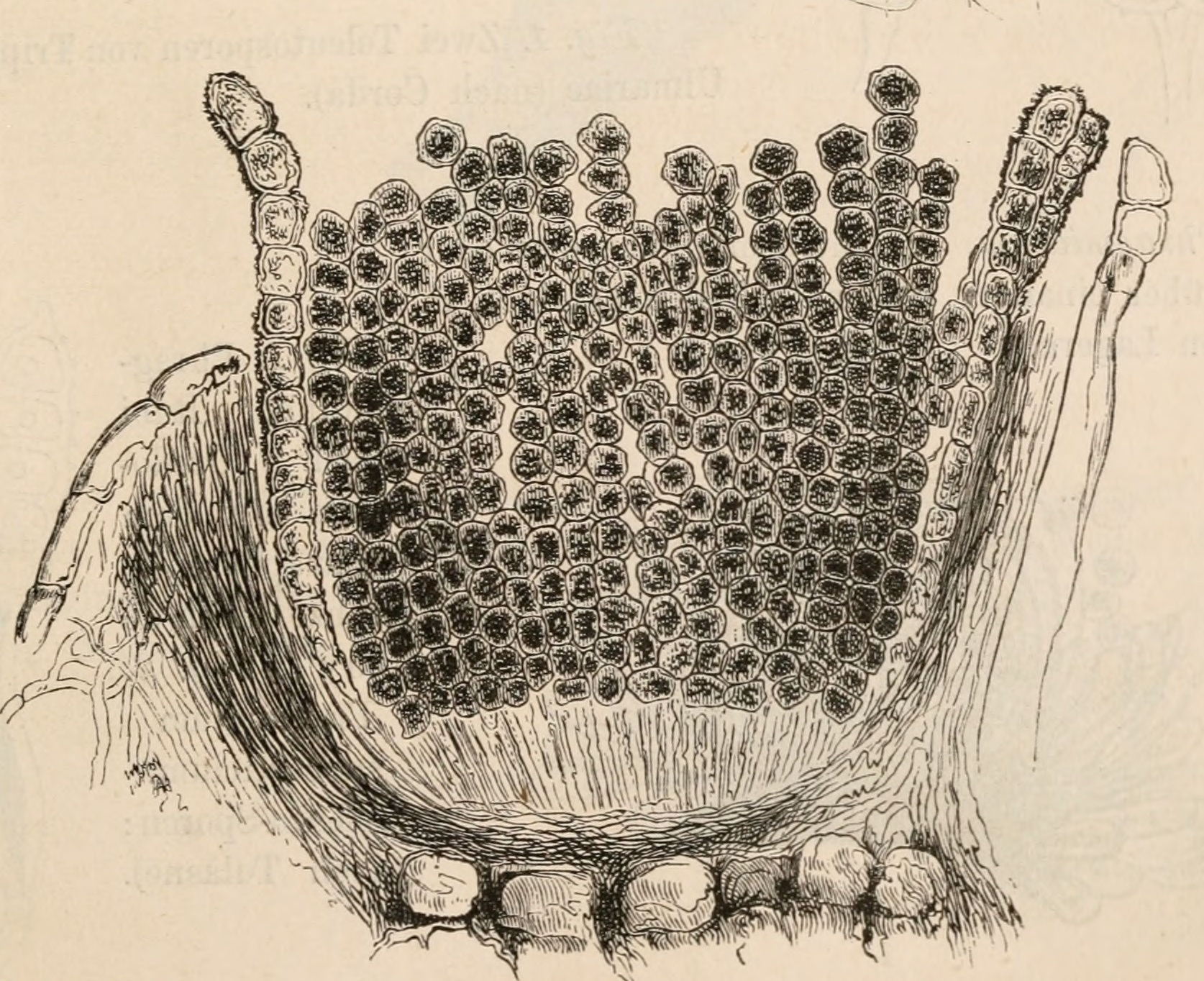
Budowa ecjum u Puccinia caricina
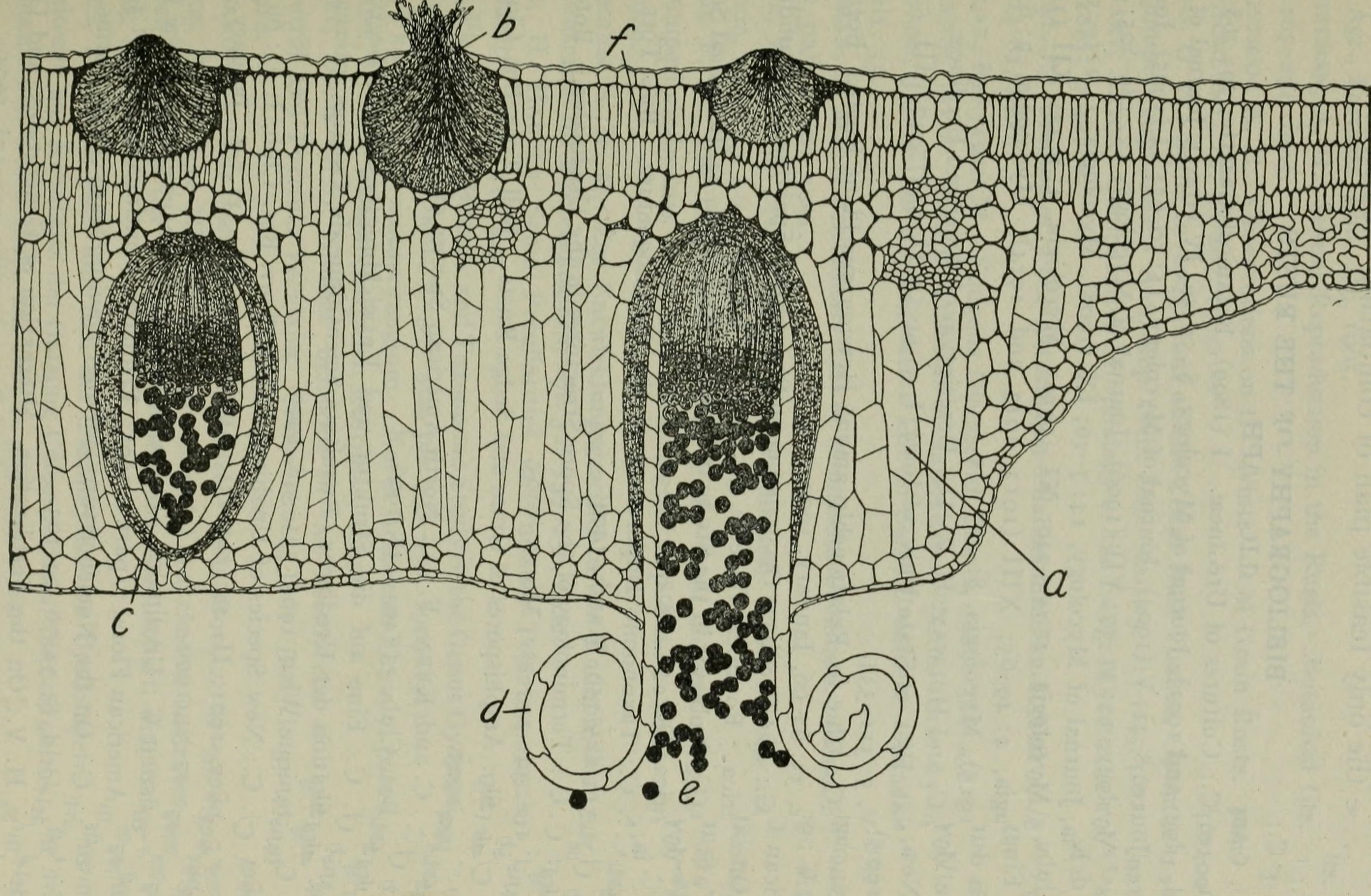
Przekrój poprzeczny liścia:a – miękisz gąbczasty, b- pyknidia, c – młode ecjum, d – dojrzałe ecjum, e – ecjospory, f – miękisz palisadowy
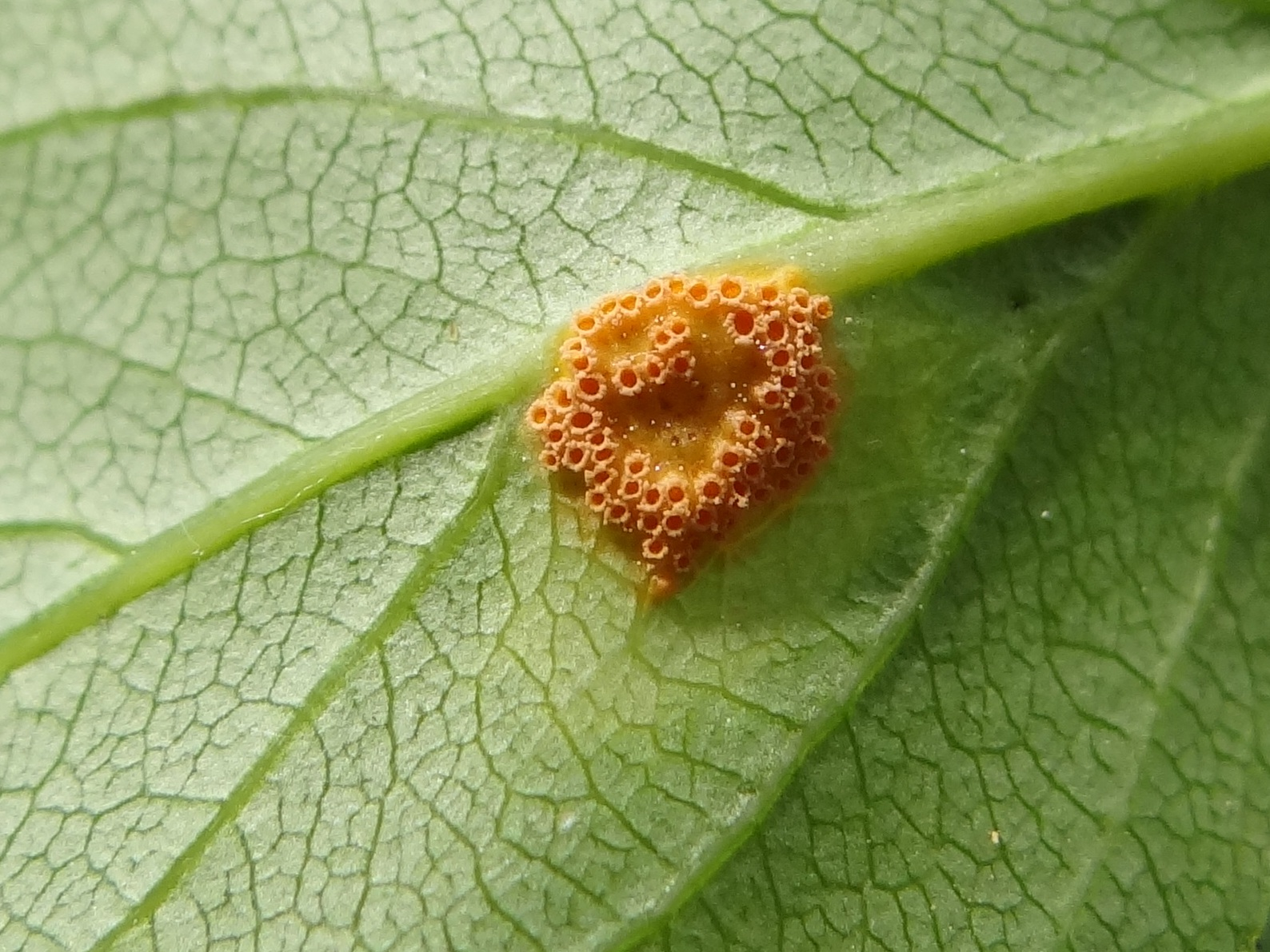
Ecja Puccinia coronata